# Hervormde kerk (Monster)
De Hervormde kerk in de Nederlandse plaats Monster is een hallenkerk, gebouwd in de 14e en de 15e eeuw. De toren dateert uit de 14e eeuw en het schip tussen de periode van 1400 en 1450. De kerk is echter aanmerkelijk eerder gesticht; oudste teruggevonden restanten dateren uit de 11e eeuw. Het gebouw is in de loop van de tijd uitgebreid en heeft omstreeks 1450 zijn huidige omvang gekregen. De kerk was gewijd aan Sint-Machutus. Het gebouw is een rijksmonument.
De parochie ten dienste waarvan de kerk stond was een van de oude middeleeuwse parochies in het Westland en omvatte een veel groter gebied dan het huidige dorp Monster. Ze strekte zich ongeveer uit van Wassenaar tot Hoek van Holland. De parochies van Den Haag en 's-Gravenzande zijn later afgesplitst van Monster.

## Eigendom
Oorspronkelijk was de kerk een 'eigen kerk'. Dit betekende dat de kerk het persoonlijke eigendom was van de lokale adel. Die gaf toestemming voor de oprichting en zorgde voor de financiering van het eerste gebouw. Het erfelijk geslacht was patroon van de kerk en had het recht om de pastoor, de kapelaan en de koster te benoemen. De kerk had een grote invloed op de plaatselijke samenleving en vormde zo een belangrijke lokale machtsbasis. Door de steeds groter wordende invloed van de graven van Holland, werd het plaatselijke geslacht genoodzaakt om zijn rechten met betrekking tot de parochie en het godshuis over te dragen. De kerk kwam hierna in bezit van verschillende geestelijke ordes. Zo was rond 1550 de abt van de Norbertijnerabdij in Middelburg degene, die de pastoor in Monster aanwees.
Een bekende pastoor was Adriaan Janszen ofwel Adrianus Becanus. Hij werd in 1572 door watergeuzen gevangengenomen en met achttien andere geestelijken vermoord in Den Briel. Deze  martelaren van Gorcum zouden in 1867 door de Rooms-Katholieke Kerk heilig worden verklaard.

## Brand

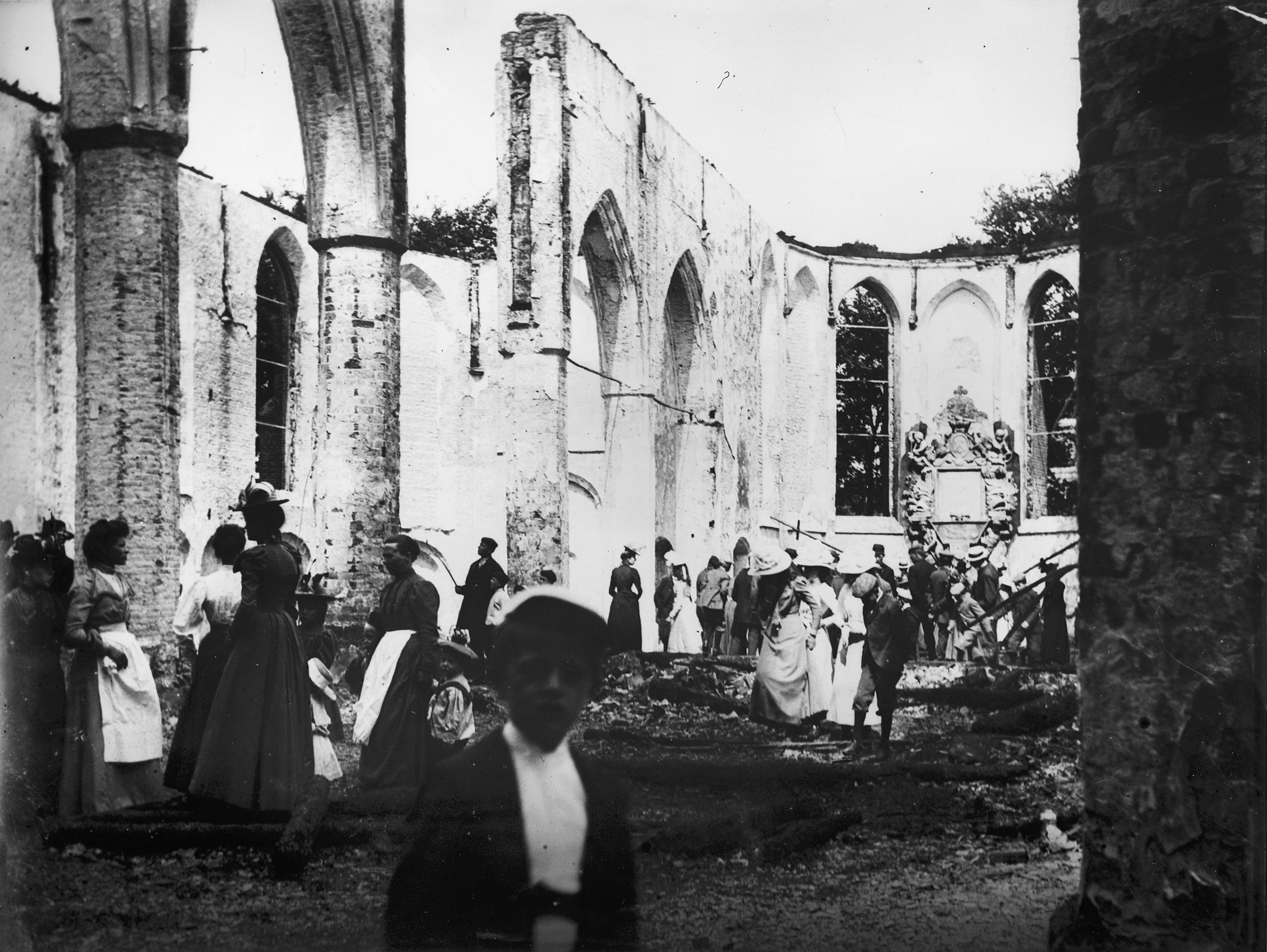
Ramptoeristen op de puinhopen daags na de brand.

Op zaterdag 13 juli 1901 ontstond er bij loodgieterswerkzaamheden brand aan het dak van de kerk. Direct werd de brandspuit opgeroepen die gestationeerd was in de buurt van de kerk. Ook de brandspuit van Poeldijk kwam te hulp. Vanwege het gevaar van overslag op woningen in de buurt riep het gemeentebestuur via een telegram ook de brandweer van Den Haag te hulp. Ondanks de rieten daken zijn er geen huizen in vlammen opgegaan. De kerk brandde bijna volledig uit, alleen de muren en de toren bleven staan. Ook de torenspits was afgebrand. De beide kerkklokken, waarvan de grootste uit ongeveer 1500 stamde, vielen naar beneden en braken in stukken bij het neerkomen.
Daags na de brand kwamen veel ramptoeristen naar de uitgebrande kerk. Er reden zelfs extra trams vanuit Den Haag naar Monster. Volgens de notulen van de kerk kwamen wel 10.000 mensen kijken. Toen een jongen door een grafkelder zakte werd een deel van de kerk gesloten. Op de dag na de brand werd de kerkdienst gehouden in de gereformeerde kerk van Monster. Hierna werden kerkdiensten gehouden in de Hervormde kerk van Ter Heijde.
De kerk werd na de brand herbouwd en in december 1902 weer in gebruik genomen. De toren is gerestaureerd in de jaren 1906 - 1907. De architect die de tekeningen en bestek maakte voor de herbouw was voor zowel de kerk als de toren Johan Cornelis Wentink.

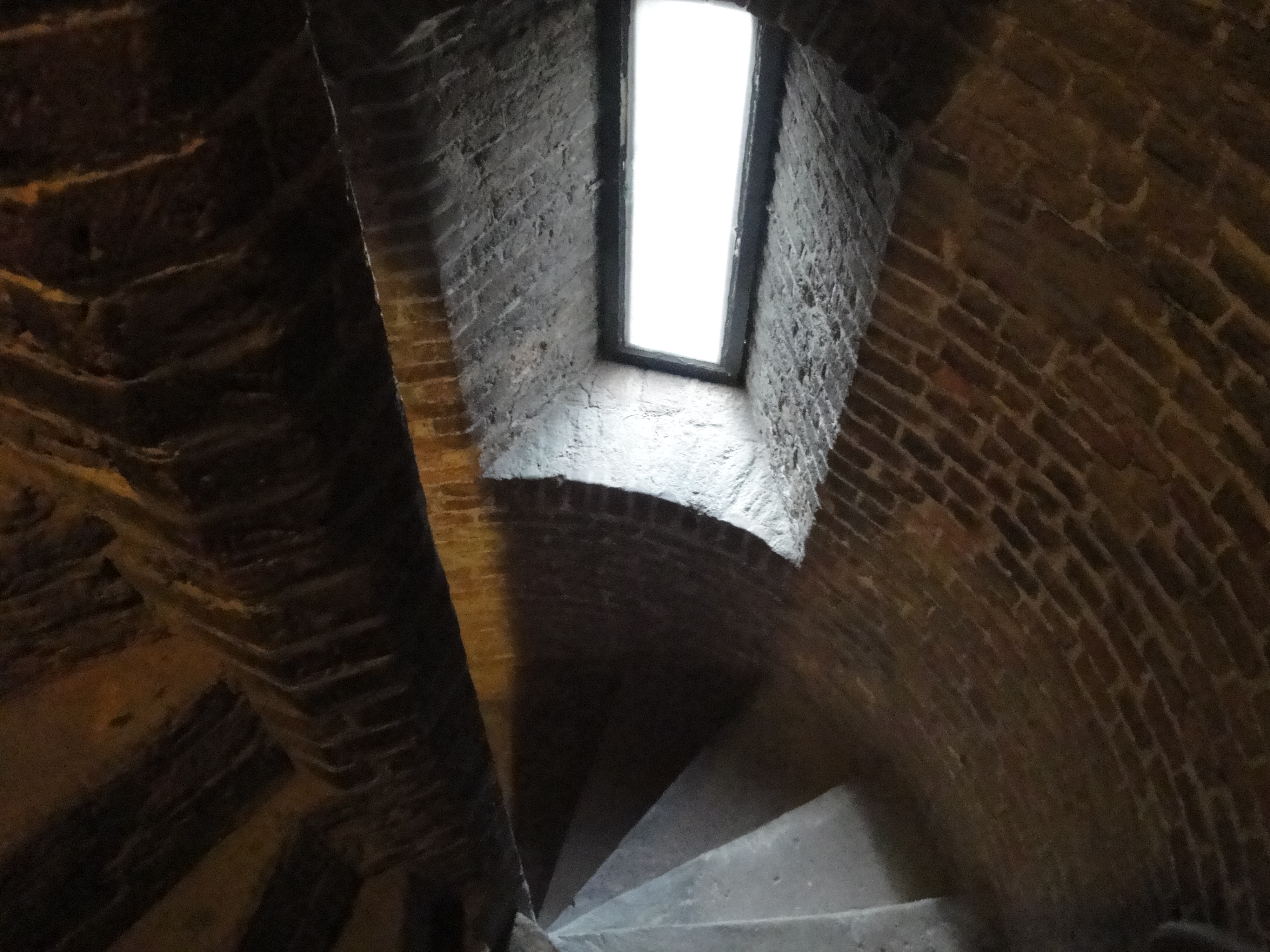
Torentrap van de kerk